# Philesia magellanica
Philesia magellanica là một loài thực vật có hoa trong họ Philesiaceae. Loài này được J.F.Gmel. miêu tả khoa học đầu tiên năm 1791. Chúng là loài duy nhất trong chi Philesia, thường được tìm thấy ở Nam Chile và Nam Argentina.